# 포톤 (프로게이머)
포톤(본명: 경규태, 2001년 11월 30일 ~ )는 대한민국의 리그 오브 레전드 프로게이머로 아이디는 Photon이다. 포지션은 탑 라이너이며 현재 팀 바이탈리티 소속이다. 과거에는 gyuvee 아이디를 사용했다.

## 선수 생활
2019년 10월 젠지 이스포츠 아카데미에 입단하면서 커리어를 시작했다.
2021 시즌을 앞두고 리브 샌드박스 2군팀에 합류하면서 프로 커리어를 시작했다. 2021 시즌 종료 후 팀에서 퇴단했다.
2022 시즌을 앞두고 T1의 2군팀에 입단했다. 2022 LCK 챌린저스 리그 서머 4라운드 및 정규 시즌 최우수 선수, LCK CL 올프로팀으로 선정되었다. 같은 시즌에 3위를 달성했다. 이후, 11월에는 2022년 한중일 e스포츠 대회에 대한민국 국가대표로 선발되었다. 좋은 기량을 선보이면서 대한민국의 우승에 기여했다.
2023 시즌을 앞두고 팀 바이탈리티에 입단했다.

## 소속팀
| # | 팀명          | 소속 기간                          | 소속 리그 | 비고 |
| - | ------------- | ---------------------------------- | --------- | ---- |
| 1 | 리브 샌드박스 | 2021년 2월 17일 ~ 2021년 11월 16일 | LCK       |      |
| 2 | T1            | 2021년 12월 6일 ~ 2022년 12월 8일  | LCK       |      |
| 3 | 팀 바이탈리티 | 2022년 12월 24일 ~ 현재            | LEC       |      |

## 수상 내역
- 로지텍 G 루키 인비테이셔널 2020 우승
- 2022 LCK 챌린저스 리그 서머 4라운드 최우수 선수
- 2022 LCK 챌린저스 리그 서머 정규 시즌 최우수 선수
- 2022 LCK 챌린저스 리그 서머 올프로팀
- 2022 LCK 챌린저스 리그 서머 3위
- 아시아 스타 챌린저스 인비테이셔널 4강
- 2022년 한중일 e스포츠 대회 리그 오브 레전드 부문 우승